# プランス＝デジル・グアノ
プランス＝デジル・グアノ（Prince-Désir Gouano, 1993年12月24日 - ）は、フランス・パリ出身の元サッカー選手。現役時代のポジションはディフェンダー。アミアンSC所属。

## 経歴
わずか11歳の時に地元のル・アーヴルの下部組織に入団。このチームは育成の名門であり、そこで順調に成長していく。やがてフランスU-17代表にわずか15歳で招集される。そこでの活躍でイングランドのマンチェスター・ユナイテッドやチェルシーなどのビッグクラブが関心を示した。しかし本人はイタリアでプレイすることが夢と語っていたのでユヴェントスに17歳の時に移籍した。加入後はユースチームに合流して、そこでレギュラーを獲得した。19歳の時に経験を積ませるためにヴィルトゥス・ランチャーノに一年間の期限付き移籍をした。2013年9月、アタランタが保有権の半分を獲得。さらにエールディヴィジのヴァールヴァイクへ期限付きで移籍することが決まった。シーズン終了後、アタランタが保有権を全て買い取り、2014年7月からリオ・アヴェFCに期限付き移籍することが発表された。2015年8月6日、チャンピオンシップのボルトン・ワンダラーズFCにローンで加入した。
2016年、ガズィアンテプスポルにレンタル移籍した。
2017年7月2日、アミアンSCに移籍した。

## エピソード
- フランスではガエル・クリシー2世と呼ばれている。
- 幼い時からユヴェントスのファンであり、アレッサンドロ・デル・ピエロのサイン入りユニフォームを持っている。

## 個人成績
| シーズン | クラブ                            | リーグ             | リーグ | リーグ |
| シーズン | クラブ                            | リーグ             | 出場   | 得点   |
| -------- | --------------------------------- | ------------------ | ------ | ------ |
| 2010-11  | ル・アーヴル                      | リーグ・ドゥ       | 1      | 0      |
| 2011-12  | ル・アーヴル                      | リーグ・ドゥ       | 0      | 0      |
| 2011-12  | ユヴェントス                      | セリエA            | 0      | 0      |
| 2012-13  | ヴィルトゥス・ランチャーノ (loan) | セリエB            | 1      | 0      |
| 2012-13  | ヴィチェンツァ (loan)             | セリエB            | 1      | 0      |
| 2013-14  | RKCヴァールヴァイク (loan)        | エールディヴィジ   | 20     | 0      |
| 2014-15  | リオ・アヴェ (loan)               | プリメイラ・リーガ | 27     | 0      |
| 2015-16  | ボルトン・ワンダラーズFC (loan)   | チャンピオンシップ | 19     | 0      |
| 2015-16  | ガズィアンテプスポル (loan)       | スュペル・リグ     | 10     | 0      |